# Tania Vandenbussche
Tania Hilde Vandenbussche (Brugge, 7 maart 1969) is een Belgische architect. Samen met Els Claessens richtte Vandenbussche het architectenbureau ECTV op. Tevens is ze praktijkassistente aan de Universiteit Gent bij de vakgroep architectuur en stedenbouw.

## Opleidingen en werkloopbaan
In 1987 startte Vandenbussche aan het Hoger Architectuurinstituut Sint-Lucas Gent en koos voor de studie van architect. In 1992 na opleiding liep Vandenbussche stage bij Martine De Maeseneer en Marie-José Van Hee. Na haar stage begon ze in 1994 als medewerker bij José Van Hee in Gent. Na enkele jaren werd dit gecombineerd met een andere functie bij Robbrecht & Daem Architecten. In 1997 werd Vandenbussche lid van diverse jury’s en adviescommissies. Ook in 1997 startte de samenwerking met architect collega Claessens.
Beide architecten liepen eerste stage bij Marie-José Van Hee, gevolgd door medewerker bij Marie-José Van Hee en ook medewerker bij Robbrecht en Daem Architecten. De timing hiervan verschilt met enkele jaren. In 2000 stopt Vandenbussche als medewerker bij Marie-José Van Hee en start bij Technum Gent en is hier werkzaam tot 2005. In 2003 verandert haar statuut bij Technum Gent. Vandenbussche is sindsdien tot 2005 freelance medewerker voor Technum Gent.
In 2003 startte ze als praktijkassistente aan de Universiteit Gent bij de vakgroep architectuur en stedenbouw, waar ze nog altijd werkzaam is. In 2004 eindigt haar loopbaan bij Paul Robbrecht en Hilde Daem. In 2010 was ze begeleider en jurylid van de Meesterproef van de Vlaamse Bouwmeester. In november van dat jaar begeleidde ze samen Jana Crepon en Emilio López-Menchero de geselecteerde deelnemers bij het werkproces van het eerste concept tot ontwerpvoorstel. De samenwerking van Vandenbussche en Claessens loopt tot op heden.

## Projecten
Vandenbussche heeft meegewerkt aan vele projecten. De projecten waarvoor ze prijzen won worden hieronder kort samengevat. De volledige lijst kan teruggevonden worden op de website van het ECTV.
| Project                                           | Datum     | Stabiliteitsstudie                                            | Samenwerking                       |
| ------------------------------------------------- | --------- | ------------------------------------------------------------- | ---------------------------------- |
| Lokalen van de jeugdbewegingen in Blankenberge    | 2005-2008 | Babel ingenieurscollectief, Laurens Luyten - Wouter Notebaert | Technieken studiebureau R. Boydens |
| Bedieningsgebouw van het containerpark in Jabbeke | 2004-2009 | Babel ingenieurscollectief, Laurens Luyten - Wouter Notebaert |                                    |
| Woningen in Jabbeke                               | 2001-2003 |                                                               |                                    |
| Woning in Grimbergen                              | 1997-2000 | Wouter Notebaert                                              | Tuinontwerp: Lieve Van Praet       |

## Prijzen
Tania Vandenbussche heeft in haar loopbaan verscheidene prijzen gewonnen: 
- Met het ontwerp van de woning in Grimbergen wordt ze in 2002 geselecteerd voor Provinciale prijs voor architectuur.
- In 2003 wint Vandenbussche met het ontwerp van de woning in Jabbeke de premie van de vierjaarlijkse Prijs voor Architectuur van de Provincie West-Vlaanderen. Deze prijs is bestemd voor alle architecture realisaties die in West-Vlaanderen gelegen zijn of van de hand zijn van West-Vlaamse architecten.
- Belgische prijs voor Architectuur & energie, die tweejaarlijks door de Koninklijke Federatie van Architectenverenigingen van België (FAB) en Electrabel GDF Suez wordt georganiseerd. In 2011 wint Vandenbussche samen met Els Claessens in de categorie niet-residentieel publiek met haar ontwerp van de lokalen van de jeugdbewegingen te Blankenberge. Met deze prijs willen ze naast de publieke sensibilisering rond architectuur willen ze ook architecten in de kijker zetten die inspanningen leveren om energie-efficiënte en duurzame gebouwen te realiseren.
- Belgische prijs voor Architectuur & energie 2011, die tweejaarlijks door de Koninklijke Federatie van Architectenverenigingen van België (FAB) en Electrabel GDF Suez wordt georganiseerd.[2] In 2011 werd Vandenbussche ook geselecteerd in de categorie niet-residentieel publiek met haar ontwerp van het bedieningsgebouw van het containerpark te Jabbeke.
- In 2011 wint Vandenbussche met het ontwerp van de lokalen van de jeugdbewegingen te Blankenberge de premie van de vierjaarlijkse prijs voor Architectuur van de Provincie West-Vlaanderen. Deze prijs is bestemd voor alle architecture realisaties die in West-Vlaanderen gelegen zijn of van de hand zijn van West-Vlaamse architecten.